# 帕拉拿球會
帕拉拿，是一間巴西足球會，位於巴拉那州庫裡提巴，於1989年12月19日成立。他們球球衣由藍色和紅色組成，白褲和白襪。球迷多數會稱帕拉拿為Tricolor。

## 歷史
在1989年12月19日，Colorado Esporte Clube和Esporte Clube Pinheiros合併後，成為了帕拉拿。Rubens Minelli是當時第一任經理，而Emerson de Andrade是第一任董事。
球會第一場比賽在1990年2月4日進行，當時帕拉拿主場以0-1被哥列迪巴擊敗。
在1991年，他們贏得第一個州聯賽冠軍。接著自1993年起，連續五年成為州聯賽冠軍。
在1992年，球會贏得巴西足球乙級聯賽冠軍，令球會升上甲組。8年後，他們贏得另一個國家錦標。在2000年，帕拉拿擊敗聖卡坦奴，贏得阿維蘭熱杯冠軍。
在2003年，帕拉拿和L.A. Sports，開始在市場上的合作。這個合作主要是幫助球隊保持年輕，另一個目的是幫助帕拉拿引進年輕球員。在2005年，帕拉拿成立了一個投資基金，取代了L.A. Sports，所以現在帕拉拿也沒有和該公司續約。
在2006年4月9日，球會再一次奪得州聯賽冠軍。

## 球場
杜利禾是帕拉拿的主場，可容納15,000人。

## 成就
州聯賽冠軍(7): 1991, 1993, 1994, 1995, 1996, 1997 和 2006
州聯賽亞軍(3): 1999, 2001 和 2002
巴西足球乙級聯賽冠軍(2); 1992 和 2000

## 吉祥物
帕拉拿的吉祥物叫azure jay (c)，是帕拉拿州一種常見的鳥類。

## 著名球員
- Régis
- Marcos
- Flávio
- Ageu
- Adoílson
- Hélcio
- Lúcio Flávio
- Ricardinho
- Saulo
- Maurílio
- Renaldo

## 著名教練
- Antônio Lopes
- Geninho
- Rubens Minelli
- Sebastião Lazaroni
- Vanderlei Luxemburgo

## 球迷
球會最著名的球迷會稱為Torcida Fúria Independente, 簡稱T.F.I.，在1993年9月29日成立。他們認為自己是南部最大的球迷組織  。
球會另一些球迷會計有Torcida Esquadrão Tricolor(Força do Sul), Tricolores do Tarumã, Torcida Desorganizada, 和Torcida Virtual Paran@utas。

## 外部連結
- 官方網站

## 球迷網站
- Torcida Fúria Independente
- Torcida Virtual Paran@utas （页面存档备份，存于）